# 世界一不幸せなボクの初恋 (映画)
『世界一不幸せなボクの初恋』（せかいいちふしあわせなぼくのはつこい、原題: Ode to Joy『歓喜の歌』）は、ジェイソン・ウィナー監督、マーティン・フリーマン主演による2019年のアメリカのロマンティック・コメディ映画。イーラ・グラスが製作・司会をつとめるWBEZの長寿ラジオ番組 "This American Life" で2010年に紹介された実際のエピソードを元にしている。

## あらすじ
ニューヨークに住む図書館司書のチャーリー（マーティン・フリーマン）は、強い感情、特に喜びを感じると全身が脱力して倒れてしまう情動脱力発作を抱えている。感情を昂らせないよう慎重に日々を過ごしていたが、ある日、おおらかでチャーミングなフランチェスカ（モリーナ・バッカリン）に出会って恋に落ちる。平穏な生活を取るか、恋を取るか、岐路に立たされたチャーリーは……。

## キャスト
- チャーリー：マーティン・フリーマン - ブルックリン公共図書館（英語版）の司書。
- フランチェスカ：モリーナ・バッカリン - おばと二人暮らし。バーの雇われ店長。
- クーパー：ジェイク・レイシー - チャーリーの弟。幼稚園教諭。
- ベサニー：メリッサ・ラウシュ - フランチェスカの店の従業員。
- シルヴィア：ジェーン・カーティン - フランチェスカのおば。
- ライザ：シャノン・ウッドワード（英語版） - チャーリーとクーパーの妹。
- マーヴィン：アダム・シャピロ - ライザの夫。
- ビクター：エリス・ルービン（英語版） - 図書館の常連。
- ジョーダン：ヘイズ・マッカーサー -  フランチェスカを連れて図書館にやってくる。